# David Degtiarev
David Degtiarev (12 de junio de 1996) es un deportista kazajo que compite en levantamiento de potencia adaptado. Ganó dos medallas en los Juegos Paralímpicos de Verano, oro en Tokio 2020 y oro en París 2024..

## Palmarés internacional
| Juegos Paralímpicos | Juegos Paralímpicos | Juegos Paralímpicos | Juegos Paralímpicos |
| Año                 | Lugar               | Medalla             | Categoría           |
| ------------------- | ------------------- | ------------------- | ------------------- |
| 2020                | Tokio (Japón)       | Medalla de oro      | –54 kg              |
| 2024                | París (Francia)     | Medalla de oro      | –54 kg              |